# Glutenataksi
Glutenataksi er en type ataksi, hvor indtag af gluten gør, at kroppen angriber hjerne og nervesystem, så lillehjernen skrumper med tiden, og der opstår ataksilignende symptomer. Sygdommen udgør formentlig en stor del af alle tilfælde af Idiopatisk ataksi. Der er eksempler på, at flere medlemmer af samme familie har haft glutenataksi. Arkiveret 28. oktober 2021 hos  Wayback Machine

## Diagnostik
- Transglutaminase-6-antistoffer: Er i nogle tilfælde positiv ved Gluten Ataxia[1]
- MR-spektroskopi af hjernen: Kan vise atrofi af Cerebellum. Kan være uden fund før sent i forløbet. Negativ scanning udelukker ikke Gluten Ataxia
- Øvrige cøliakiblodprøver, tarmbiopsi, hudbiopsi: Kan ikke bruges til diagnostik af Gluten Ataxia, men Gluten Ataxia og neurologiske symptomer forekommer oftere hos patienter kendt med Cøliaki eller Dermatitis Herpetiformis.

### Differentialdiagnoser
- Cøliaki
- Dermatitis Herpetiformis
- Glutensensitivitet

## Behandling
- Glutenfri diæt
- Evt. diæt fri for visse andre fødevarer og stoffer, idet mange af patienterne også reagerer på ting, der ligner gluten.
- Nogle patienter reagerer desuden på melstøv og lignende i hjemmet, hvilket er nok til at give neurologiske symptomer.
- Vitaminer
- Mineraler

## Specialister
- Sheffield I England: Professor M Hadjivassiliou, The Sheffield Ataxia Centre (SAC), Sheffield Royal Hallamshire Arkiveret 28. oktober 2021 hos  Wayback Machine